# 박하빈
박하빈(朴-, 1997년 4월 23일 ~)은 대한민국의 축구 선수로, 포지션은 공격형 미드필더와 중앙 미드필더를 소화하며, 양발잡이로 알려져 있다. 현재 FC 목포에서 뛰고 있다.
울산 현대 산하 U-18 팀인 현대고등학교를 졸업하고, 울산대학교에 진학하였으며, 재학 당시 2018년 아시아 대학 축구대회 대학 선발 팀으로 선발되었다.

## 유소년 경력
박하빈은 현대중학교 출신으로, 2010년에 입학하여 2012년에 졸업하였다.
박하빈은 현대중학교를 졸업한 이후, 울산 현대 산하 U-18 유스인 현대고등학교에 진학하였으며, 2015년에 졸업하였다. 현대고등학교 축구부 동기로는 이상민, 오인표, 이동경, 김건웅이 있다.
박하빈은 현대고등학교를 졸업한 이후, 울산대학교 축구부에 입단하게 된다. U리그 2018 시즌 등번호 10번을 배정받고, 2018년 2월 11일부터 통영에서 개최된 제 54회 춘계대학축구연맹전을 시작으로 시즌을 시작했다. 박하빈은 2018 U리그 경남 경북 지역을 묶은 11권역에서 울산대가 권역리그 1위로 우승하는데 기여했다. 리그 경기 14경기 중 9경기 출전 7골을 기록하며 권역리그 득점 5위를 기록했다. 또한 2018 대회 종합 17경기 출전, 총 7골을 기록하며 명실상부 에이스의 자리를 빛냈다. 이후 2018 아시아대학축구대회 대표팀에 선발되어 A조 한국 B팀에서 뛰었다. 이후 A조 2위까지 올라갔으나 대회 규정상 결승에 진출하지 못하고 같은조 3위였던 일본팀에게 결승권을 양보했다. 그리고 2018 제 99회 전국체육대회에 울산지역 대학축구 남자 팀 대표로 출전했다. 16강 홍익대와의 경기에서 1골, 8강 전주대와의 경기에서 1골을 기록했다. 2018 U리그 왕중왕전에서는 청주대와의 8강전에서 후반 60분 골을 기록했다. 하지만 울산대는 4강 준결승, 중앙대와의 경기에서 아쉽게 패하며 왕중왕전 4강의 기록으로 시즌을 마무리했다.

## 클럽 경력
2019 시즌을 앞두고, 울산 현대 U-18 유스 출신으로 울산 현대에 입단했다.
그 후, 2019 K리그1 2R 강원전에서 82분 정동호와 교체되어 들어가 프로 데뷔에 성공했다. AFC 챔피언스리그 H조 5차전 상하이 상강과의 원정 경기에서는 선발로 출전하며 아시아 무대에도 데뷔했지만, 팀의 0-5 대패를 막지 못했다.
2020 시즌 후, 부천 FC 1995로 이적하였다.